# کاکل‌فری آلاگوآس
کاکل‌فری آلاگوآس (نام علمی: Mitu mitu) نام یک گونه از زیرخانواده کاکل‌فری است.

## نگارخانه

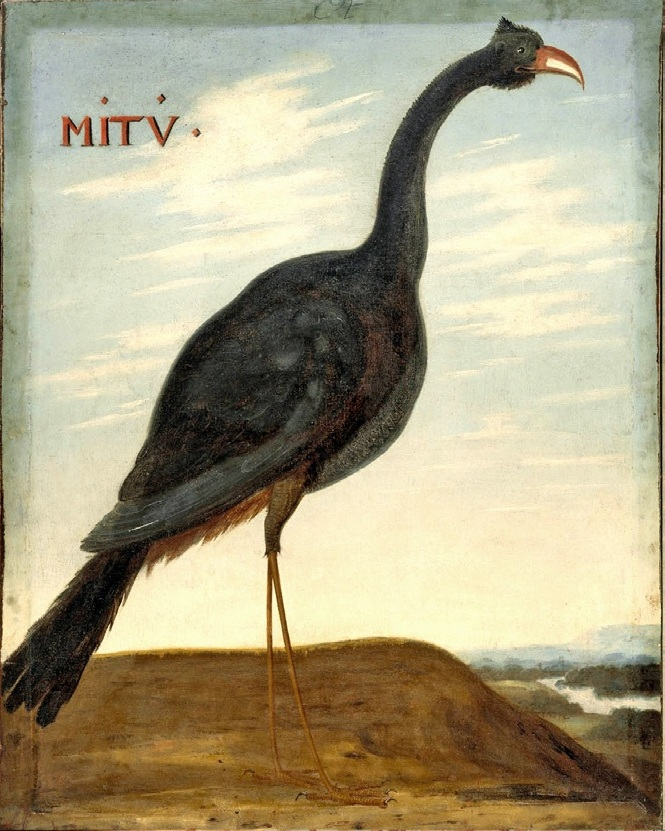